# Бояка Чико
Депортиво Бояка Чико (на испански: Deportivo Boyacá Chicó) е колумбийски футболен отбор от Тунха, департамент Бояка. Създаден е на 26 март 2002 г. в Богота под името Депортиво Богота Чико. От 2004 г. отборът играе в Категория Примера А, като се превръща в първия отбор от Бояка, играещ в елитната дивизия на Колумбия.

## История
Корените на отбора могат да бъдат проследени до 1997 г., когато играе в Категория Примера Ц и печели промоция в Категория Примера Б, но в днешната си форма съществува от 2002 г., когато е реорганизиран и създаден наново по инициатива на Едуардо Пиментел, бивш колумбийски национал. През 2001 г. ФК Чико е на косъм от промоция в категория Примера А, но в крайна сметка това се случва през 2004 г. Бояка Чико става вторият отбор в историята след Ла Екидад, който извървява пътя от трета до първа дивизия, но само той прави това, финиширайки на първо място в шампионатите. Заради липса на финанси и слабото посещение на мачовете, Пиментел приема предложението на правителството на Бояка да премести отбора в град Тунха. През 2008 г. Бояка Чико постига най-големия си успех, спечелвайки шампионската титла на турнира Апертура. Същата година, както и следващата, отборът играе в турнира Копа Либертадорес, но отпада съответно в квалификациите и груповата фаза. През 2011 г. играе финал за Купата на Колумбия.

## Известни бивши играчи
- Андре Крул
- Евер Паласиос
- Марио Гарсия
- Рубен Дарио Бустос
- Хайро Кастийо
- Хуан Алехандро Маеча

## Успехи
- Категория Примера А:
  - Шампион (1): 2008 А
- Категория Примера Б:
  - Шампион (1): 2003
- Категория Примера Ц:
  - Шампион (1): 2000
- Купа на Колумбия:
  - Финалист (1): 2011

## Рекорди
- Най-голяма победа: 8:1 срещу Реал Сантандер за Купата на Колумбия, 9 април 2008
- Най-голяма загуба: 6:3 срещу Реал Картахена в Категория Примера А, 17 май 2009
- Най-много мачове: Евер Паласиос – 174
- Най-много голове: Едвин Мовил – 33